# Bertha, the Sewing Machine Girl
Pour plus de détails, voir Fiche technique et Distribution.
Bertha, the Sewing Machine Girl est un film américain réalisé par Irving Cummings, sorti en 1926.

## Synopsis
Bertha Sloan perd son emploi de couturière, et est par la suite employée comme téléphoniste dans une entreprise de fabrication de lingerie. Elle tombe bientôt amoureuse du commis adjoint à l'expédition, Roy Davis, et est promue modèle en chef de l'entreprise, grâce au patronage de Morton, le gestionnaire de l'entreprise. 

## Fiche technique
- Titre : Bertha, the Sewing Machine Girl
- Réalisation : Irving Cummings
- Scénario : Gertrude Orr d'après la pièce de 1906 Bertha, the Sewing Machine Girl de Theodore Kremer[2].
- Photographie : Conrad Wells
- Société de production : Fox Film Corporation
- Société de distribution : Fox Film Corporation
- Pays de production :  États-Unis
- Langue : Anglais américain
- Métrage : 1 598,7 m m (6 bobines)
- Format : Noir et blanc — 35 mm — 1,33:1 — Muet
- Genre : Film dramatique, Film d'aventure
- Durée : 60 minutes (1 h 0)
- Date de sortie : 
  - États-Unis : 19 décembre 1926

## Distribution
- Madge Bellamy : Bertha Sloan
- Allan Simpson : Roy Davis
- Sally Phipps : Jessie
- Paul Nicholson : Jules Morton
- Anita Garvin : Flo Mason
- J. Farrell MacDonald : Sloan
- Ethel Wales : Mrs. Sloan
- Arthur Housman : Salesman
- Harry A. Bailey : Sam Ginsberg